# بنیتو سولیون، ایزابلا
بنیتو سولیون، ایزابلا (به لاتین: Benito Soliven, Isabela) یک منطقهٔ مسکونی در فیلیپین است که در ایزابلا واقع شده‌است.

## خصوصیات
بنیتو سولیون ۱۸۴٫۴۰ کیلومترمربع مساحت دارد.